# Москаленко, Святослав Анатольевич
Святосла́в Анато́льевич Москале́нко (рум. Sveatoslav Moscalenco; 26 сентября 1928 — 29 января 2022) — советский и молдавский физик, действительный член Академии наук Молдавии (1992).

## Биография
Родился 26 сентября 1928 года в селе Бравича Кишинёвского уезда (ныне — Каларашский район). Отец был сослан в 1940 году в ГУЛАГ, откуда не вернулся. После окончания в 1946 г. средней школы в городе Орхей поступил на физико-математический факультет Молдавского государственного университета и окончил его с отличием (1951). Работал ассистентом на кафедре математики, а в 1952—1956 гг. − на кафедре физики Кишинёвского сельскохозяйственного института.
В 1956 году был принят в аспирантуру Института физики АН УССР. В 1960 г. под руководством профессора Ю. Е. Перлина защитил кандидатскую диссертацию:
- Энергетический спектр экситонов в недеформируемых ионных кристаллах : диссертация … кандидата физико-математических наук : 01.00.00. — Киев, 1959. — 185 с. : ил.

Вернулся в Кишинёв, работал старшим научным сотрудником в физико-математическом институте АНМ.
С 1964 г., когда был образован Институт прикладной физики, перешёл туда и до конца жизни возглавлял отдел теории полупроводников и квантовой электроники, а затем и созданную на его базе лабораторию.
В 1971 г. защитил докторскую диссертацию:
- Теоретическое исследование экситонов при больших уровнях возбуждения кристаллов : диссертация … доктора физико-математических наук : 01.00.00. — Кишинев, 1970. — 326 с. : ил.

Консультантом диссертации был профессор К. Б. Толпыго
Профессор (1974). С 1989 г. член-корреспондент АН Молдавской ССР. В 1992 году избран действительным членом Академии наук Молдовы. Награждён Орденом Республики.
Лауреат Государственных премий Молдавской ССР (1981) — за работы по квантовым многочастичным эффектам в твёрдых телах, и СССР (1988) — за цикл работ «Многоэкситонные комплексы в полупроводниках» (1958—1986).

## Семья
Брат-близнец — Всеволод Анатольевич Москаленко, академик АН Молдавии (1976).
Жена — Юлия Станиславовна Боярская (1928—1996), физик, доктор физико-математических наук, профессор.

## О нём
- Academicienii Vsevolod și Sveatoslav Moscalenco la 90 de ani/ Institutul de fizică Aplicată, Chișinău : CEP USM, 2018, — 172 pp, ISBN 978-9975-142-40-3